# موسی (ایلخان)

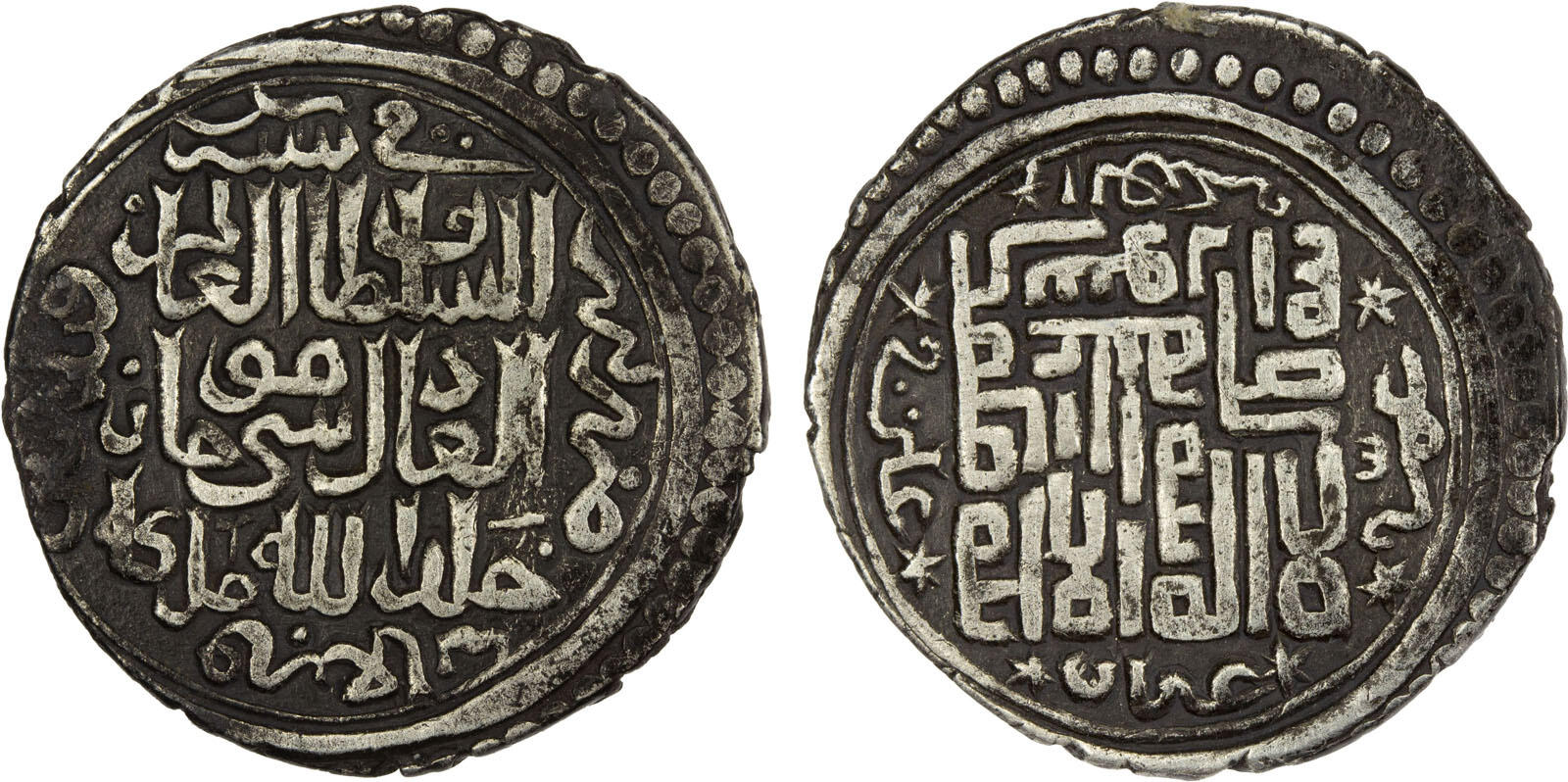
سکه دو درهمی موسی خان؛ ضرب تبریز ۷۳۶ھ ق

موسی (انگلیسی: Musa; ۱ ژانویهٔ ۱۳۵۰ – ۱۰ ژوئیه ۱۳۳۷) ۴ ماه خان ایلخانان بود.

## حکمرانی
او نوه بایدو بود. پس از بی طرفی شیخ حسن، علی پادشاه، حامی موسی، در 29 آوریل 1336 به نبرد با آرپا خان در دشت جغاتو در نزدیکی مراغه رفت. ارتش آرپا توسط 60 امیر، به ویژه حاجی تقای (پسر سوتی، والی دیار بکر) رهبری می شد. فرمانده اویغور اوگرونچ، توروت (پسر ناری و از خویشاوندان نارین تقای)، اورتوق شاه (پسر الغو) و پسر چوپان سورگان سیرا. اما به زودی برخی از امیران به طرف علی پادشاه متواری شدند، مانند محمود بن اسن قوتلوق و سلطانشاه نیکروز. نبرد به شکست آرپا  انجامید و اندکی بعد در سلطانیه اسیر شد و کشته شد.
پس از آن موسی به عنوان ایلخان جدید و در واقع به عنوان دست نشانده علی پادشاه بر تخت نشست. حامیان آرپاخان، یعنی حاجی تقایی در همین حین نزد شیخ حسن بزرگ رفتند که به نوبه خود شاهزاده برجیگیدی دیگر به نام پیرحسین را به عنوان یک ایلخان در 20 ژوئیه 1336 بزرگ کرد. سورگان سیره چوپانی دوباره تغییر سمت داد و در نبرد قره به جلایریان پیوست. نزدیک وان یک گروه گرجی به فرماندهی امیرگامبر اول پاناسکرتلی، دوک تائو نیز به نبرد در سمت جلایری پیوست. علی‌رغم اینکه نیروه‌های علی پادشاه، حاجی تقای و اوگرونچ سورغان را شکست دادند، موسی در مرکز نبرد مستقر بود و به شدت شکست خورد. در نتیجه این نبرد علی پادشاه دستگیر و اعدام شد در حالی که موسی در 24 ژوئیه 1336 مجبور به فرار شد.
موسی علیرغم از دست دادن حامی خود، از ادعای خود برای ایلخانان دست برنداشت و به بغداد عقب نشینی کرد و بعداً با پیوستن به طغاتیمور در ژوئن 1337 سلطانیه را اشغال کرد. اما به زودی توسط امیر قره حسن اسیر شد و در 10 ژوئیه 1337 کشته شد.